# Torment (film, 2013)
Pour les articles homonymes, voir Torment.
Pour plus de détails, voir Fiche technique et Distribution.
Torment est un film d'horreur canadien réalisé par Jordan Barker en 2013. Le film a été produit par Borga Dorter, Jordan Barker et Allan Fung. Il a été écrit par Kevin Gendreau et Keith Shaw. L’actrice Katharine Isabelle joue le rôle de l'héroïne Sarah, une femme qui doit essayer de sauver son beau-fils d'une famille insensée. Le film a été tourné en langue anglaise et a été diffusé le 11 octobre 2013 au Screamfest Horror Film Festival (en) sous le titre original « Torment » signifiant en français « Tourment ».

## Synopsis
Mary Bronson, une adolescente a des problèmes avec ses parents. Après une énième dispute avec Jim, son père, un homme arrogant et irascible, Mary s’enferme dans sa chambre pour écouter de la musique. Pendant ce temps, sa mère Maggie, entend le chien aboyer. Elle va vérifier, et entend des bruits étranges dans la cour et un homme cagoulé tranche sa gorge avec une grande paire de ciseaux. Jim est tué à la hache par un autre homme cagoulé. Les deux hommes se faufilent dans la chambre de Marie, et quand elle les remarque, elle pousse un cri de terreur. La suite de l’histoire a un lien avec cette violation de domicile.
La femme de Cory Morgan décède, laissant Cory tout seul pour s’occuper de Liam, leur fils de sept ans.
Cory rencontre Sarah et se marie avec elle. Liam ne peut pas oublier sa mère et n’accepte pas la nouvelle épouse de son père. Liam n’aime pas sa belle-mère. Tous les trois partent en vacances dans leur maison de campagne. Ils espèrent que les vacances aideront Liam à accepter Sarah, sa nouvelle maman.
Dans la voiture, ils font un concours de cri.
Après six heures de route, à leur arrivée, ils découvrent du sang dans la maison et qu'elle a été squattée. Cory appelle Hawkings, le shérif.
L’agent de police inspecte la maison et dit qu’il ne pourra pas retrouver les coupables : il ne prend pas les plaintes pour des vols de moins de cent dollars, mais il leur assure que les intrus étaient des jeunes et qu’ils sont partis. Hawkings donne sa carte avec son numéro de téléphone.
La maison ramène des souvenirs d’objets que la maman décédée avait utilisés qui, dès que Sarah les utilise, fait réagir Liam avec colère. Liam punit Sarah qu’il accuse de tenter de prendre la place de sa mère. Sarah veut rentrer, mais Cory refuse, ils resteront là au moins pour une nuit.
Cory retrouve la peluche en forme de souris et la rend à son fils. Cory va voir ses voisins Jim et Maggie Bronson et revient rassuré.
Pendant que Sarah et Cory font l'amour, Liam est kidnappé par une famille folle. Sarah entend des bruits étranges qui se révèlent infondés, mais quand Sarah et Cory entrent dans la chambre de Liam, ils découvrent que l'enfant a disparu et le recherche.
La famille folle attache Hawkings dans sa voiture de police en face de la maison. Cory va ouvrir la voiture qui explose, causant la mort de l'agent.
Cory arme Sarah d'un couteau et la barricade dans une pièce, pendant qu’il va chercher son fils Cory. Une femme avec un masque de cochon essaie de tuer Sarah avec la cisaille, la hache, le marteau.. Sarah chute du haut de l'escalier et perd conscience.
Les méchants ont des cagoules de peluches rigolotes sans trous au niveau des yeux : impossible de voir à travers.
Cory va dans la maison des Bronson, mais trouve les cadavres de Jim et Maggie.
L'homme avec la cagoule de la souris et celui avec la cagoule de lapin attaquent Cory et le capture. L'objectif des tueurs et de capturer Liam pour l’adopter. Cory est attaché à une chaise et relié à un dispositif qui peut lui causer des chocs électriques. Monsieur Souris, qui montre à l'homme son vrai visage monstrueux, demande à Cory d’être honnête sur la façon dont il veut détruire sa famille. Monsieur Souris amène Liam dans la pièce où se trouve Cory. Monsieur Souris menace de tuer Liam si Cory ne dit pas à Liam qu’il ne l’aime pas. Cory dit à Liam qu’il ne l’aime pas, et monsieur souris sort avec Liam, laissant Cory seul avec son désespoir.
Sarah s’enfuit dans les bois pour chercher son mari et son fils. Sarah est poursuivie par la femme avec la cagoule de cochon. Sarah se transperce le pied, mais arrive à courir comme si de rien n'était. En essayant de ne pas être vue dans la forêt par la tueuse cochonne, elle tire des fusées éclairantes, appelle Cory en criant son nom, et actionne l'alarme de la voiture. Sarah parvient tuer la femme cochonne avec une pierre. Tout ça en moins de cinq minutes.
Monsieur Souris essaie d’étouffer Cory avec un sac plastique maintenu au niveau de la gorge mais Cory prend une batte de baseball, et essaie de tuer ses agresseurs.
Cory retrouve Liam et le convainc de retourner à la maison avec lui, mais Cory est attaqué par Mary Bronson qui a une cagoule de singe.
Sarah va se réfugier dans la maison où se trouve monsieur Souris qui attrape Sarah qui crie.
Entendant les cris de Sarah, Cory dit à Liam de se cacher dans la forêt. Cory part sauver Sarah.
Sarah assomme monsieur Souris grâce à l'outil qu’il avait utilisé pour torturer Cory.
Sarah et Cory se retrouvent et s’embrassent, mais l'homme au masque de lapin tire sur Cory, le tuant. Sarah s’évade dans la forêt, retrouve Liam, et parvient enfin à assommer le dernier homme lapin masqué.
Le jour se lève, la police arrive et emmène Liam et Sarah à l'hôpital, choqué par ce qui est arrivé. L'homme avec la cagoule de lapin est emmené en ambulance à un hôpital psychiatrique, tandis qu’un officier de police fait monter Marie Bronson dans sa voiture de police pour l’emmener en prison.
Monsieur Souris qui n’a plus sa cagoule jette une pierre contre le pare brise avant de la voiture de police qui s’arrête. L'agent sort de la voiture et est tué par monsieur Souris. Monsieur Souris monte au volant et remet sa cagoule. Mary dit qu’ils ont fait souffrir la famille. Comme la femme cochon est morte, monsieur Souris dit qu’il faut trouver une « nouvelle mère. » Mary demande pour le père, et l'homme avec la cagoule de souris dit que leur père va revenir bientôt. La scène finale montre l'homme à la cagoule de lapin ôter son déguisement, et immédiatement égorger le conducteur de l’ambulance.

## Fiche technique
- Titre original : Torment
- Titre français : Torment
- Réalisation : Jordan Barker
- Producteur : Borga Dorter, Jordan Barker et Allan Fung
- Cinématographie : Boris Mojsovski
- Scénario : Michael Foster et Thomas Pound
- Musique : Trevor Yulle
- Pays d'origine :  Canada
- Langue : anglais
- Durée : 80 minutes
- Dates de diffusion :
  -  États-Unis : 11 octobre 2013
  -  Canada : 1er juillet 2014
  -  France : 2013

## Distribution
- Katharine Isabelle : Sarah Morgan
- Robin Dunne : Cory Morgan
- Peter DaCunha (en) : Liam Morgan, fils de Cory
- Carinne Leduc (en) : mère de Liam en photo
- Stephen McHattie : Hawkings, officier de police
- Amy Forsyth : Mary Bronson avec la cagoule de singe
- Noah Danby (en) : monsieur avec la cagoule de souris
- Inessa Frantowski : femme avec la cagoule de cochon
- Bill Colgate : Jim Bronson, voisin
- Adrienne Wilson : Maggie Bronson, voisin
- Sitara Hewitt (en) : député
- Asim Wali : infirmier
- Jordan Barker : Hitchcock
- Rodney Barnes : Patrouilleur

## Production
Les plans visant à créer Torment ont été officiellement annoncés en 2012, et Katharine Isabelle a été confirmé plus tard à jouer dans le film. Tout en faisant le film, Barker a choisi de faire quelques changements dans le script : essayer d'ajouter de la motivation pour la torture de la famille Morgan. L'équipe de tournage a éprouvé certaines difficultés avec l‘éclairage :  Torment  avait un budget serré. En conséquence Barker a décidé d'utiliser l'obscurité pour augmenter la tension du film.

## Sortie
Vertical Entertainment (en) a acheté les droits de distribution américains à la Berlinale de Berlin. Phase 4 Films (en) a sorti le film en vidéo à la demande le 10 juin 2014 et sur DVD le 15 juillet 2014.

## Réception et critiques
La chaîne de télévision d'horreur Fearnet a félicité le développement des scènes du film, car ils estimaient qu'avec d'autres éléments, a fait le film « rapide, calme, effrayant, et admirablement suspense ». Patrick Cooper de Bloody Disgusting a noté 3/5 étoiles et a écrit : « Mais alors que l'intrigue manque peut-être des éléments de stimulation, Torment fait pour elle avec sa présentation lisse et atmosphère maussade. »